# Disperse
Disperse ist eine polnische Progressive-Rock- und Progressive-Metal-Band aus Przeworsk, die im Jahr 2007 gegründet wurde.

## Geschichte
Die Band wurde im Dezember 2007 gegründet und bestand aus dem Gitarristen Jakub Żytecki, dem Sänger und Keyboarder Rafał Biernacki und dem Bassisten Marcin Kicyk. In den folgenden sechs Monaten arbeitete die Band an ihren ersten vier Liedern, die 2008 als Demo unter dem Namen Promo 2008 erschienen. Zudem folgten die ersten Auftritte, wobei Konrad Biczak als Live-Schlagzeuger eingesetzt wurde. Als permanenter Schlagzeuger kam im Sommer 2008 Przemek Nycz zur Besetzung. Im Jahr 2009 ging die Band zusammen mit Riverside auf Tournee. Im Anschluss nahm die Gruppe ihr Debütalbum Journey Through The Hidden Gardens auf, das im Jahr 2010 erschien und von Paweł „Janos“ Grabowski produziert wurde. Das Album wurde von Szymon Czech im Studio X abgemischt, während es von Grzegorz Piwowski gemastert wurde. Der Veröffentlichung folgten diverse Auftritte in Polen, unter anderem zusammen auch mit Marillion. Zudem spielte sie auch auf dem deutschen Euroblast Festival und im englischen Alton auf dem UK Tech-Metal Fest. Bei letzterem waren Schlagzeuger Maciej Dzik und Bassist Wojciech Famielec als neue Mitglieder zu sehen. Währenddessen arbeitete die Band zudem an ihrem zweiten Album. Die Band begab sich daraufhin erneut in das Studio X, wobei nun auch Gitarrist Jakub Żytecki als Produzent tätig war. Gemastert wurde das Album von Grzegorz Mukanowski. Das Album erschien im Jahr 2013 unter dem Namen Living Mirrors über Season of Mist.

## Stil
Die Band spielt progressiven Rock und Metal und wird zudem der Djent-Bewegung zugeordnet. Klanglich vergleichbar ist die Gruppe mit Bands wie Cynic, Dream Theater, Devin Townsend.

## Diskografie
- 2008: Promo 2008 (Demo, Eigenveröffentlichung)
- 2010: Journey Through the Hidden Gardens (Album, ProgTeam Management)
- 2013: Living Mirrors (Album, Season of Mist)
- 2017: [foreword] (Album, Season of Mist)